# مایکروسافت ژاپن

لوگوی مایکروسافت ژاپن

مایکروسافت اولین دفتر بین‌المللی خود را در اولین روز نوامبر ۱۹۷۸ در شهر توکیو ژاپن با نام ASCII Microsoft (با نام فعلی: Microsoft Japan) تأسیس کرد.

## مایکروسافت پیشرفته
در ۱۶ نوامبر ۲۰۰۵ آقای آکیو فوجی ایده شرکت توسعه مایکروسافت (به انگلیسی: Microsoft Development Co) را داد و با قبولی اعضای مایکروسافت، مایکروسافت ژاپن تأسیس گردید.

## منبع
http://en.wikipedia.org/wiki/Microsoft_Japan